# Cremastus prostatus
Cremastus prostatus är en stekelart som beskrevs av Dasch 1979. Cremastus prostatus ingår i släktet Cremastus och familjen brokparasitsteklar. Inga underarter finns listade i Catalogue of Life.